# Dave Clarke
Pour le joueur de baseball, voir Dave Clark.
Pour les articles homonymes, voir Clarke.
Dave Clarke (né le 19 septembre 1968 à Brighton, Sussex de l'Est) est un DJ, producteur, remixeur, animateur radio et musicien britannique de musique électronique.

## Biographie

### Jeunesse
Né en 1968 à Brighton, dans le Sussex de l'Est, en Angleterre, Clarke fait ses études au Brighton College, mais quitte le domicile familial à l'âge de 16 ans après la séparation de ses parents. Depuis l'âge de 8 ans, Clarke s'intéresse à la musique et à la technologie, et pour lui, « il n'y avait pas d'autre choix que de devenir professionnel ».
Après une brève période comme sans domicile fixe, un ami lui offre un logement temporaire et Clarke continue à développer son amour pour la musique, d'abord le hip-hop et le post-punk. The Damned est une influence précoce pour Clarke et il continue d'écouter le groupe tout au long de sa carrière musicale : « J'ai acheté mon premier album des Damned parce que je pensais qu'ils avaient l'air vraiment diaboliques », déclare-t-il, « et même aujourd'hui, je reviens toujours à leur album Machine Gun Etiquette. J'aime leur attitude, leur liberté d'action et, d'un point de vue artistique, je considère ma musique comme un genre alternatif plutôt que comme de la dance. La techno et l'electro sont des alternatives qui se trouvent à la périphérie de la dance ».
Au cours de cette période, il occupe un emploi mal rémunéré dans un magasin de chaussures, mais ses ambitions musicales sont établies à ce stade de sa vie : « J'avais l'habitude de dire aux gens, lorsque je travaillais dans un magasin de chaussures, que je voyagerai un jour dans le monde entier grâce à une carrière dans la musique... ». Le succès musical commence lorsqu'il a obtenu une résidence de DJ dans la boîte de nuit Toppers de Brighton, qui rivalise avec une boîte de nuit dirigée par John Digweed (connu à l'époque sous le nom de DJ JD). Clarke explique plus tard qu'il considérait cette période « comme un apprentissage ».
Les critiques musicales de Clarke sont également publiées dans le magazine DMC Update (disparu depuis), et il fait la critique du premier single d'Aphex Twin. Clarke reconnait en 2013 que : « la publication de mes critiques dans ce magazine [DMC Update] m'a aidé à obtenir les vinyles dont j'avais besoin pour être DJ ». 

### Carrière
Depuis son album Archive 1 en 1996, qui contient un titre emblématique de la musique : Red 2, Dave Clarke continue à travailler. Les résidences de Dave Clarke sont des clubs de réputation mondiale. Il joue régulièrement chez lui, en Grande-Bretagne mais également au très emblématique Fuse à Bruxelles et au Nitsa à Barcelone. En 2015, il participe à Tomorrowland pour la quatrième année de suite.
Quand il ne mixe pas quelque part dans le monde, la plupart du temps, il travaille dans son studio. Il a travaillé sur des remixes de Phat, de Moby, de Jark Prongo, de Leftfield, ou encore du titre You Want It de Terence Fixmer et Mc Carthy.
Depuis le 11 juillet 2021, 810 éditions de son programme radio White Noise, lancé en 2006, sont diffusées et l'émission passe de VPRO (3FM) à la station irlandaise RTÉ 2fm. Clarke explique en 2013 que l'émission de radio « est vraiment » a « façon de rendre la pareille à la scène ».
Clarke fait l'objet d'un article dans l'édition d'avril 2014 du magazine Mixmag, dans lequel il déclare sur Twitter : « L'EDM est un véhicule pour les artistes égocentriques qui veulent élargir leur portefeuille ». En 2014, Clarke est commissaire d'une scène à l'événement Tomorrowland en Belgique pour la troisième année consécutive et explique dans une interview de juin 2014 avec le magazine américain Big Shot : « En Belgique, ils ont toujours eu une compréhension et un respect pour la musique underground. Je joue là-bas depuis plus de 20 ans, donc je pense que dans leur cœur, ils aiment avoir un peu d'esprit punk dans un festival EDM très réussi, pour moi c'est un honneur d'être chargé de faire une scène alternative ». Lorsqu'on lui demande ses dernières pensées dans l'interview de Big Shot, Clarke déclare : « Un magazine américain qui me pose des questions alors que je ne fais pas et n'ai jamais fait partie de l'EDM doit être un honneur ».

## Discographie

### Albums studio
- 1996 : Archive One, (Deconstruction)
- 2003 : Devil's Advocate

### Productions
- 1989 : Hardcore - I Like John (XL, édité chez R&S en 1990)
- 1990 : Directional Force - Parameter (R&S)
- 1990 : Directional Force - Hey Are You Ready/United Nations (XL, R&S,  U.S.Groove)
- 1991 : K.O.D (Kiss of Death) - Not Me (Hands Up Who Wants to Die) (Hit the Beat, Safe)) (Belgique)
- 1991 : Pig City - Horny Stress
- 1992 : Directional Force - Planet 42/Fortress (Magnetic North)
- 1992 : Pig City - Punky Punk Punk/Digital Porker (Stress)
- 1993 : Dave Clarke - Presents : Red 1 (of 3) (Bush Records)
- 1993 : Directional Force - Subversion (Magnetic North)
- 1993 : One Thousand (Directional Force) feat. Laura Jane
- 1993 : Directional Force - Directional Force Compilation (Labworksy)
- 1993 : Four Seasons EP  (ACV)
- 1993 : Ortanique - People of the Seven Moons/Nomadic (Magnetic North)
- 1993 : Fly by Wire - Alkaline 3dh (Magnetic North)
- 1993 : Graphite - Pure/Image Shift (Magnetic North)
- 1994 : Dave Clarke - Directional Force' M3 of Cannes Venaciti Supererstition Comp.
- 1994 : Dave Clarke - Presents : Red 2 (of 3) (Bush Records)
- 1994 : Graphite  - New Begining (Magnetic North)
- 1994 : Fly by Wire - Last Voyage (Magnetic North)
- 1995 : Dave Clarke - Presents : Red 3 (of 3) (Deconstruction)
- 1999 : Dave Clarke - Archive One (album) (Deconstruction)
- 2000 : Dave Clarke - Before I Was So Ruddely Interrupted (icrunch001)
- 2002 : The Wolf - We Are Skint compilation - Skint
- 2002 : 'Compass' - Skint (Terence Fixmer and Josh Wink)
- 2003 : Way of Life (Skint)
- 2003 : Devils Advocate (Skint)
- 2004 : Just Ride (Skint)
- 2004 : The Wiggle (Skint)
- 2004 :  What Was Her Name ? (Skint)

### Remixes
- 1992 : The Passions (German Filmstar Remix)
- 1993 : Aphrohead - Thee Lite (Bush Records)
- 1994 : Four Season (ACV)
- 1994 : Anhongay - Network
- 1994 : Dave Clarke and Jeff Mills Remixes DJ Hell (EP)
- 1995 : New Order - Everything's Gone Green
- 1995 : Chemical Brothers - Chemical Beats (Virgin)
- 1995 :  Southside - (Deconstruction)
- 1995 :  X-313 Interferon - Generator (Detroit)
- 1996 : No-One's Driving/Wisdom to the Wise (Deconstruction)
- 1996 : Emperion - Narcotic Influence - XL
- 1996 : Indigo - Shellshocked (Premier (EMI))
- 1996 : U2 - Mission Accomplished' (Mother Records)
- 1997 : Christopher Just - Disco Dancer (Slut Trax)
- 1997 : Gary Numan (Cars) - Random Album (Beggars Banquet Records)
- 1997 : Shake Your Booty/Break Cover - Deconstruction
- 1997 : The Tracks (Studio K7)
- 1997 : Dave Clarke/Dave Angel - Tokyo StealthFighter (Island)
- 1997 : Death in Vegas - Rocco (Decon/Concrete)
- 1998 : Underworld - King of Snake (Junior Boys Own)
- 1999 : Jark Prongo - Movin Thru (Hooj Choons)
- 1999 : Leftfield - Phat Planet (Sony/HardHands)
- 1999 : Moby - Run On (Mute)
- 1999 : Moby - Freaks on Hubbard (Projex)
- 2000 : Compass (Gigolo Records)
- 2000 : Laurent Garnier - Greed (F comm)
- 2000 : Zombie Nation - Kernkrafts 400 (Data)
- 2000 : Before I Was So Rudely Interrupted
- 2000 : Parts 1 and 2 (icrunch)
- 2000 :  Mirwais - Naive Song (Dave Clarke Remix)
- 2001 : Depeche Mode - Dream On (Club Mix) (Mute Records)
- 2001 :  Midfield General - Coat Noise (Skint)
- 2002 : Soul Heaven - Goodfellas (Azuli)
- 2003 : Green Velvet - La La Land
- 2003 :  Fischerspooner - Emerge
- 2004 : Slam - Lie to Me Remix  (Soma)
- 2004 :  Chicks on Speed - Wordy Rappinghood Remix (Skint)
- 2005 : Terence Fixmerand Douglas McCarthy - Between the Devil (Dave Clarke Remix) (Planet Rouge)
- 2005 : Vicarious Bliss - Theme from (Dave Clarke Remix) (Skint)
- 2005 : DJ Hell - Let no man Jack (Remix) (Gigolo)
- 2005 :  Dave Clarke - Dirtbox/Way of Life Reissue (Skint)

### Compilations et mixes
- 1994 : Dave Clarke - Robert Armani-Road Tour (ACV)
- 1995 : Directional Force John Peel Session (Strangefruit)
- 1996 : Dave Clarke Eurobeat 2000 - Comp. Album - Kickin Muzik Magazine Album-DJ Mix CD (Decon/Cream/Muzik)
- 1997 : Dave Clarke Presents X-Mix - Electro Boogie
- 1998 : Dave Clarke Electro Boogie Vol. 2 (Studio K7)
- 1999 : Fuse presents Dave Clarke (Music Man/News)
- 2001 : World Service (double LP) (React Music)
- 2005 : World Service 2 (double LP) (Resist Music)
- 2006 : Dave Clarke Presents Remixes and Rarities 1992-2005 (Music Man)